# CASCAD Mk1 i Mk2
CASCAD Mk1 i Mk 2 (Close Air Support Cargo Dispenser), razvijena je od modularne avio-bombe BM-400 u firmi Thomson Brandt Armements, Boulogne-Billancourt, Francuska.

## Opis CASCAD Mk1
CASCAD Mk1 ima cilindrično telo, šiljat vrh, blok elektronike i repni sklapajući stabilizator. Telo avio-bombe sadrži tri posebna bojeva modula, svaki sa svojim padobranom. Moduli se izvlače iz zadnjeg dela bombe u prethodno podešenim vremenskim intervalima, posle napuštanja aviona.
Kada avion koristi jednostavni odbacivački sistem, moduli se izbacuju u intervalima određenim pre leta. Vreme odvajanja modula može se podesiti i tokom leta. Prednji deo turbo-alternatora daje napon za rad elektronskog tajmera koji kontroliše vreme izvlačenja modula. CASCAD Mk1 odbacuje se iz horizontalnog leta, poniranja ili propinjanja. U horizontalnom letu odbacuje se sa visine od 60 m. U zavisnosti od načina dejstva oružje može da dostigne ,,stand-off” domet do 5 km. U letu dostiže brzinu do 600 km/h.
Posle odbacivanja modula iz tela bombe, svaki modul se stabiliše padobranom, čime je omogućeno vertikalno dejstvo na cilj.
Moduli imaju bojevu glavu sa fragmentisanim telom, kao i teleskopsku sondu sa impulsnim senzorom, koji daje optimalnu visinu za aktiviranje modula iznad cilja.
Tri modula u jednom CASCAD Mk1 mogu da pokriju oblast od 30.000 m². Svaki čelični fragment probija oklop debljine 17 mm čelika na 50 m od tačke detonacije. Moduli su imuni na elektronsko ometanje, mogu da se koriste noću i u svim vremenskim uslovima. Bojeve glave modula SMAB i SMAP mogu da se koriste i za BM-400
Sastavni delovi modularne avio-bombe CASCAD Mk1:
- - Electonic bay - odeljak elektronske opreme;
- - Warhead - bojeva glava;
- - Body skin - omotač tela;
- - Boom - bomba i
- - Folding fin unit - sklopivi repni stabilizator

Telo bombe:
- Dužina: 3,20 m
- Prečnik tela: 320 mm
- Prečnik stabilizatora: 1190 mm (u izvučenom položaju)
- Težina: 390 kg
- Punjenje, kom: 3 BG SMAB i SMAP
- Rastojanje između zakački: 356 mm

Submunicija:
- Dužina: 0,6 m
- Prečnik tela: 300 mm
- Težina: 90 kg
- Punjenje: heksogen

## Opis CASCAD Mk2
Dodavanjem raketnog motora CASCAD Mk2 se svrstava u „stand-off” oružja sa dometom oko 10 km. Oprema se sa različitom submunicijom. Namenjena je za vazdušnu podršku jedinica.
CASCAD Mk2 ima cilindrično telo sastavljeno od više oplata. Telo ima aerodinamički vrh, u čijem prednjem delu se nalazi blok elektronike, a na zadnjem delu tela ima četiri stabilizatora, koji se izvlače posle odbacivanja avio-bombe sa aviona-nosača.
CASCAD Mk1 izbacuje submuniciju-module iz zadnjeg dela tela , dok CASCAD Mk2 izbacuje submuniciju sa strane ( posle odvajanja oplata tela bombe). CASCAD Mk2 može da se odbacuje i sa malih visina. Povećanje dometa do 10 km omogućava avionu-nosaču visok stepen bezbednosti prilikom dejstva, jer se avion-nosač ne izlaže direktnoj opasnosti (dejstvima PVO protivnika). Spada u kategoriju oružja ispali i „zaboravi” i može da dejstvuje u svim vremenskim uslovima. Submunicija je opremljena padobranima koji usporavaju pad iste i omogućavaju skoro vertikalno dejstvo na cilj.
Avio-bomba CASCAD Mk2 se oprema sa više vrsta submunicije:
- - protivtenkovska,
- - za dejstvo protiv raketnih sistema PVO,
- - za rušenje pista i
- - protiv žive sile.

## Vojne teme
- Kasetna bomba
- Spisak kasetnih bombi
- BL-755
- JP-233
- BLG 66 Beluga
- BM-400
- MV-1
- Bombkapsel 90
- TAL-1 i TAL-2
- EXPAL BME-330
- Mupsov
- CB-470
- KMGU
- CBU-24
- CBU-87 CEM
- CBU-94 i CBU-102
- CBU-97 i CBU-105
- SUU-7 kasetni dispenzer
- BLU-91/B
- Grafitna bomba
- Leptir bomba
- Termos bomba
- M93 Hornet
- Protivpešadijska mina
- Razminiranje